# سوبرسکوبیو
سبرسکبیو دهستانی در استان آستوریاس اسپانیا است.
در این دهستان ۸۳۹ نفر زندگی می‌کنند. مساحت این دهستان ۶۹٫۴۳ کیلومتر مربع است.